# Wybory prezydenckie w Serbii w grudniu 2002 roku
Drugie wybory prezydenckie w Serbii w 2002 roku odbyły się 8 grudnia 2002. Były to ponowne wybory – poprzednia elekcja z września i października 2002 nie przyniosła rozstrzygnięcia z powodu zbyt niskiej frekwencji wyborczej. Również te wybory te nie doprowadziły do wyłonienia nowego prezydenta Serbii. Ordynacja wyborcza wymagała dla ważności wyników, aby frekwencja wyborcza przekroczyła 50%. Tymczasem w pierwszej turze głosowania wyniosła ona 45,17%, wobec czego wybory okazały się nieważne.

## Wyniki wyborów
| Kandydat                               | Podmiot wystawiający                   | Głosy     | %      |
| -------------------------------------- | -------------------------------------- | --------- | ------ |
| Vojislav Koštunica                     | Demokratyczna Partia Serbii            | 1 699 098 | 57,66  |
| Vojislav Šešelj                        | Serbska Partia Radykalna               | 1 063 296 | 36,08  |
| Borislav Pelević                       | Partia Jedności Serbskiej              | 103 926   | 3,53   |
| Razem                                  | Razem                                  | 2 866 320 |        |
| Liczba wyborców                        | Liczba wyborców                        | 6 525 760 |        |
| Łączna liczba głosujących (frekwencja) | Łączna liczba głosujących (frekwencja) | 2 947 748 | 45,17% |